# Cannabitriol
Cannabitriol (CBT) ist ein Phytocannabinoid der Hanfpflanze (Cannabis), das 1966 von Yataro Obata und Yoshinori Ishikawa erstmals isoliert und beschrieben wurde.

## Chemie
Cannabitriol hat im Wesentlichen die gleiche Grundstruktur wie Tetrahydrocannabinol (Δ9-THC), verfügt jedoch über zwei zusätzliche alkoholische Hydroxygruppen und die Position der Doppelbindung weicht von jener in  Δ9-THC ab.

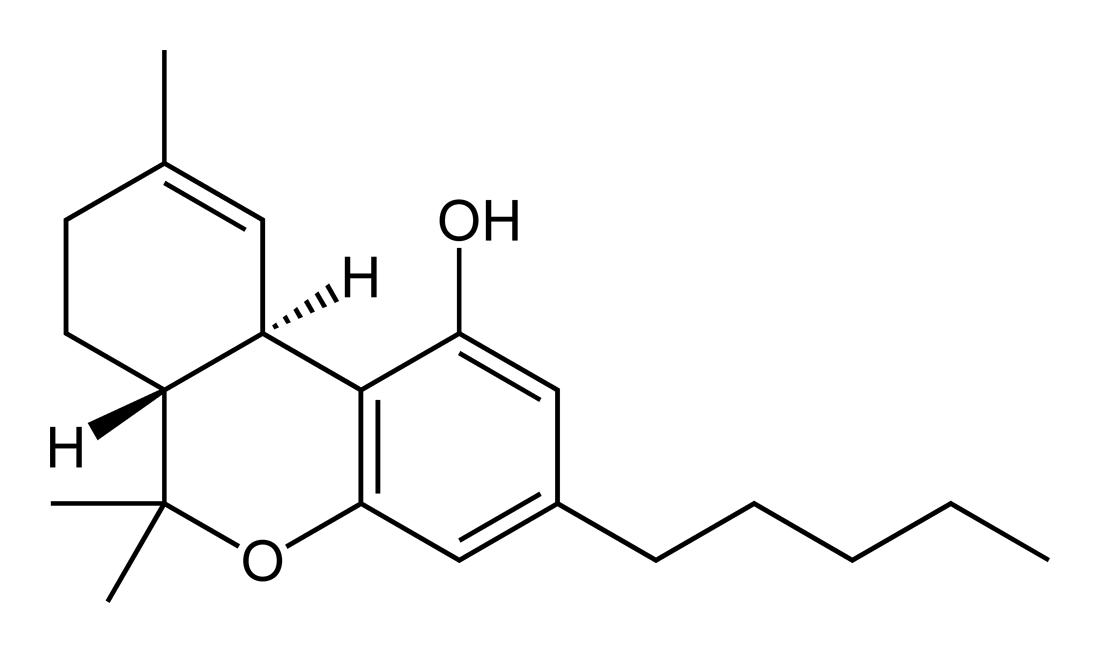
(–)-Δ9-trans-Tetrahydrocannabinol
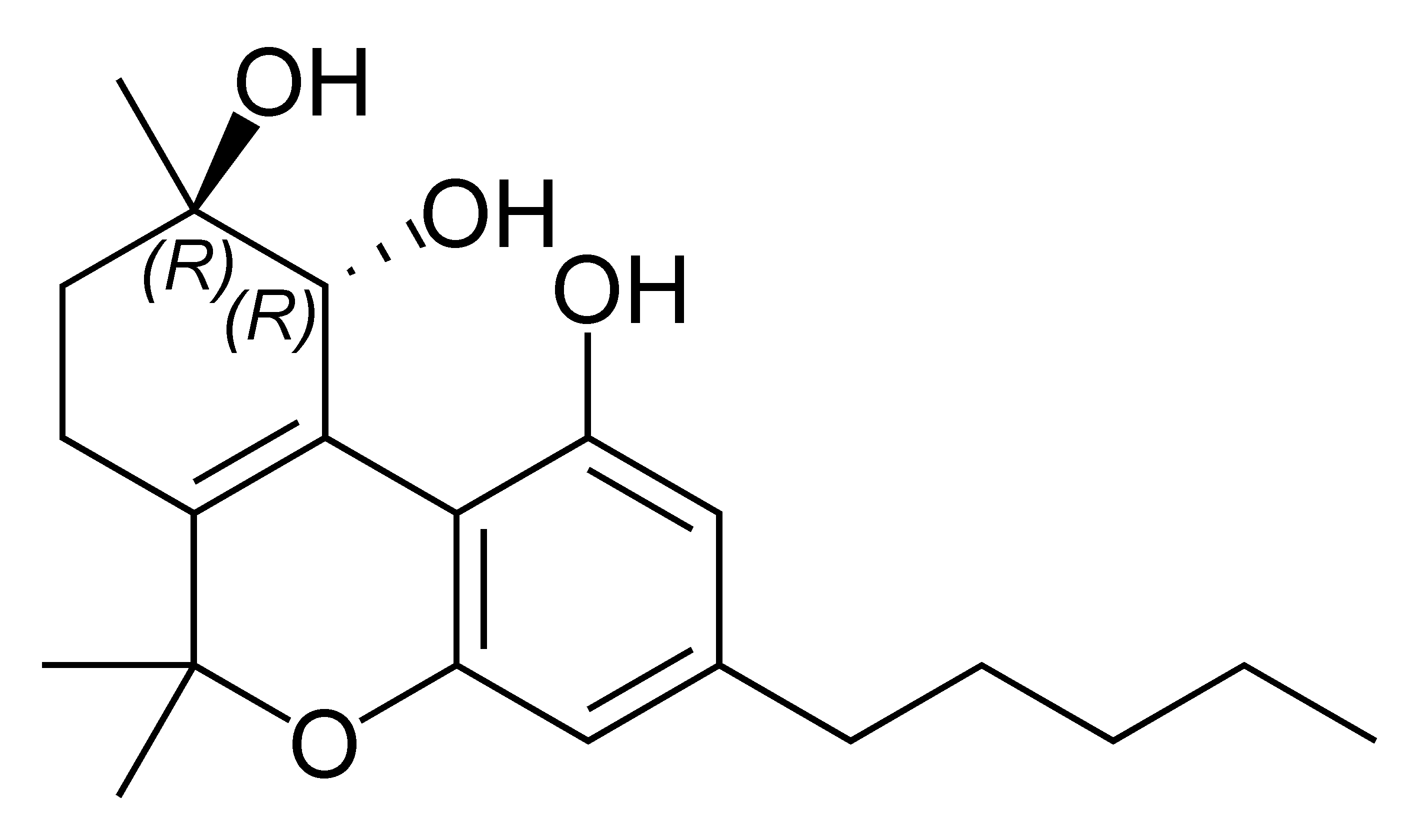
(–)-trans-Cannabitriol